# Felipe Ward
Felipe Andrés Ward Edwards (Santiago, 14 de septiembre de 1972) es un abogado y político chileno de ascendencia inglesa, militante de la Unión Demócrata Independiente (UDI). Se desempeñó como diputado de la República en representación del antiguo distrito n° 3 de la Región de Antofagasta durante tres periodos consecutivos, desde 2006 hasta 2018. Luego, fue ministro de Bienes Nacionales entre marzo de 2018 y octubre de 2019, y ministro Secretario General de la Presidencia entre octubre de 2019 y junio de 2020. Entre el 4 de junio de 2020 y el 11 de marzo de 2022 ejerció como ministro de Vivienda y Urbanismo, todos los cargos anteriores bajo el segundo gobierno de Sebastián Piñera.

## Biografía
Nació el 14 de septiembre de 1972 en Santiago de Chile. Es hijo de Carlos David Ward Duncan (1943-2019) y María Teresa Edwards Ross (1948). Su hermano Carlos Ward, ejerció como concejal de la comuna de Lo Barnechea, entre 2008 y 2012.
Cursó sus estudios primarios y secundarios en Colegio Tabancura de Santiago. Posteriormente, ingresó a estudiar la carrera de derecho en la Universidad de Los Andes, donde obtuvo el grado de licenciado en derecho con la tesis: Contenido y alcance de la ley de presupuestos y principios de legalidad y flexibilidad en materia presupuestaria, en 1997. Se tituló de abogado el 28 de diciembre de 1998.  Entre 2001 y 2002, cursó un Master of Arts en estudios interdisciplinarios en la Universidad George Mason, en Virginia, Estados Unidos.
Profesionalmente, se ha desempeñado como asistente de investigación en el Centro de Comercio Internacional y Economía del Heritage Foundation, en Washington D.C., Estados Unidos.
Es católico, y está casado con Andrea Moreno, con quien tiene cuatro hijos, dos hombres y dos mujeres.
Hasta 2024 trabajó como vicerrector en la Universidad San Sebastián, cargo al que renunció por sus supuestos vínculos con el Caso Hermosilla.

## Carrera política
Es militante de la Unión Demócrata Independiente (UDI), colectividad de la que ha sido presidente de su Juventud e integrante de la Comisión Política.

### Diputado (2006-2018)

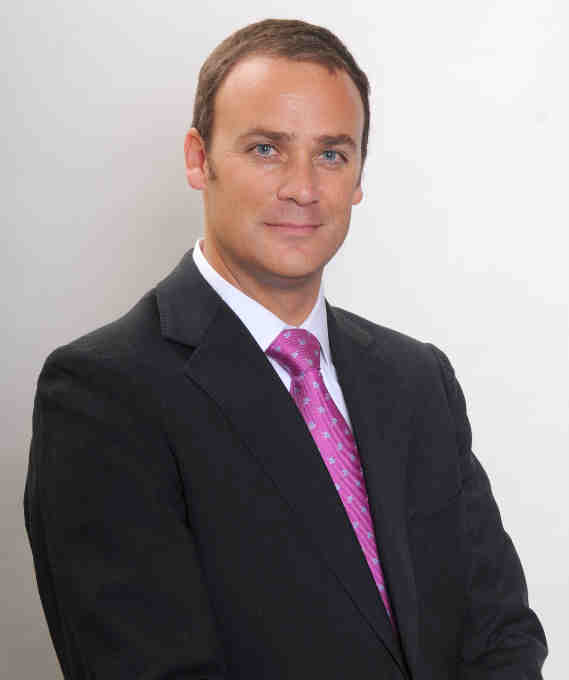
Felipe Ward en su fotografía oficial como diputado de la República (2010).

En las elecciones parlamentarias de 2005 fue elegido como diputado por el distrito N.º 3, correspondiente a las comunas de Calama, María Elena, Ollagüe, San Pedro de Atacama y Tocopilla; de la Región de Antofagasta, por el período legislativo 2006-2010. Integró las comisiones permanentes de Gobierno Interior, Regionalización, Planificación y Desarrollo Social; de Constitución, Legislación y Justicia; de Minería y Energía; y de Conducta Parlamentaria. Participó en la Comisión Especial sobre Intervención Electoral, y las comisiones investigadoras sobre la Corporación Nacional del Cobre (CODELCO) Chile; sobre Asesorías Efectuadas en Reparticiones Gubernamentales; y sobre Platas Públicas entregadas a la Corporación de Desarrollo de Arica y Parinacota (CORDAP).
En las elecciones parlamentarias de 2009, fue reelegido como diputado por el mismo distrito n° 3, para el período legislativo 2010-2014. Integró las comisiones permanentes de Zonas Extremas y Antártica Chilena; de Régimen Interno, Administración y Reglamento; de Minería y Energía; y de Ética y Transparencia. Además, fue miembro de las comisiones investigadores del conflicto entre accionistas de la empresa SOQUIMICH; de Actos de órganos en materia de protección de la salud y el medio ambiente en Antofagasta e investigadora sobre pérdidas incurridas por Codelco.
En las elecciones parlamentarias de noviembre de 2013, fue reelegido nuevamente como diputado por el distrito n.º 3, por el periodo 2014-2018. Fue integrante de las Comisiones Permanentes de Minería y Energía; de Ética y Transparencia; y de Zonas Extremas y Antártica Chilena. En 2014 participó en la Comisión Permanente de Régimen Interno, Administración y Reglamento.

### Ministro de Estado de Piñera (2018-2022)
El 11 de marzo de 2018 fue nombrado como ministro de Bienes Nacionales del segundo gobierno del presidente Sebastián Piñera, cargo que desempeñó hasta el 28 de octubre de 2019, cuando asumió el rol de ministro Secretario General de la Presidencia, en reemplazo de Gonzalo Blumel. El 4 de junio de 2020 es reasignado por Piñera como ministro de Vivienda y Urbanismo en reemplazo de Cristián Monckeberg, en el cual habría sido primero designado como ministro del Interior de Chile, siendo reasignado debidos a polémicos tuits en contra de los Derechos humanos y de la entonces diputada Camila Vallejo.

## Historial electoral

### Elecciones parlamentarias de 2005
- Elecciones parlamentarias de 2005, candidato a diputado por el distrito 3 (Calama, María Elena, Ollagüe, San Pedro de Atacama y Tocopilla)[14]

### Elecciones parlamentarias de 2009
- Elecciones parlamentarias de 2009, candidato a diputado por el distrito 3 (Calama, María Elena, Ollagüe, San Pedro de Atacama y Tocopilla)[15]

### Elecciones parlamentarias de 2013
- Elecciones parlamentarias de 2013, candidato a diputado por el distrito 3 (Calama, María Elena, Ollagüe, San Pedro de Atacama y Tocopilla)[16]

### Elecciones parlamentarias de 2017
- Elecciones parlamentarias de 2017, candidato a senador por la 4° Circunscripción, Región de Atacama (Alto del Carmen, Caldera, Chañaral, Copiapó, Diego de Almagro, Freirina, Huasco, Tierra Amarilla, Vallenar)[17]

## Caso Hermosilla
En septiembre de 2024, el nombre de Ward salió mencionado en los mensajes entre el abogado Luis Hermosilla y el empresario y dueño del Grupo Patio, Álvaro Jallaf. En esa conversación, se evidenciaban las gestiones de Hermosilla en el Ministerio de Vivienda para tramitar en tiempo récord la autorización de construcciones en una zona rural de la comuna de Lampa, todo mientras Ward era ministro de esa cartera.
Como consecuencia, Ward renunció a la vicerrectoría de la Universidad San Sebastián (USS).También fue removido de su cargo como asesor del municipio de La Florida.